# 984 до н. е.

## Події
- Вавілонія: кінець правління царя Нінурта-кудури-уцура I.
- Єгипет: фараон Осоркон Старший вступає на престол.